# Torneo Argentino A 2006-07
El Torneo Argentino A 2006-07 fue la duodécima edición de este torneo, correspondiente a la tercera división del fútbol argentino. Se desarrolló entre el 12 de agosto de 2006, con el inicio de la Fase Campeonato del Torneo Apertura, y el 5 de julio de 2007, con la final de vuelta por el ascenso. En ella participaron veinticuatro equipos provenientes de doce provincias, divididos en tres zonas de ocho participantes. Fue el primer torneo para clubes indirectamente afiliados en contar con la transmisión de partidos por televisión nacional.
Independiente Rivadavia obtuvo el único ascenso a la Primera B Nacional, mientras que otros tres equipos perdieron la categoría, descendiendo al Torneo Argentino B.

## Ascensos y descensos
- Equipos salientes

| Posición | Descendidos del Argentino A 2005/06 |
| -------- | ----------------------------------- |
| Prom.    | Racing (O)                          |
| Prom.    | Candelaria                          |
| Prom.    | General Paz Juniors                 |
| 3° desc. | Cipolletti                          |
| 12º      | Huracán (CR)                        |
| 12º      | Ñuñorco                             |

| Posición | Ascendidos del Argentino A 2005/06 |
| -------- | ---------------------------------- |
| Campeón  | Villa Mitre                        |
| Prom.    | San Martín (T)                     |

- Equipos entrantes

| Posición  | Ascendidos del Argentino B 2005/06 |
| --------- | ---------------------------------- |
| Ascenso 1 | Santamarina                        |
| Ascenso 2 | Gimnasia y Esgrima (M)             |
| Ascenso 3 | Central Norte                      |
| Prom.     | Alumni (VM)                        |
| Prom.     | Rivadavia                          |
| Prom.     | Real Arroyo Seco                   |

| Posición | Descendidos de la Primera B Nacional 2005/06 |
| -------- | -------------------------------------------- |
| Prom.    | San Martín (M)                               |
| 20°      | Juventud Antoniana                           |

El numero de participantes se mantuvo.

## Equipos participantes

### Zona A
| Equipo                                   | Ciudad                 | Provincia    | Liga de Origen                           |
| ---------------------------------------- | ---------------------- | ------------ | ---------------------------------------- |
| Club Atlético Douglas Haig               | Pergamino              | Buenos Aires | Liga de fútbol Pergamino                 |
| Club Gimnasia y Esgrima                  | Concepción del Uruguay | Entre Ríos   | Liga de fútbol de Concepción del Uruguay |
| Club Social y Atlético Guillermo Brown   | Puerto Madryn          | Chubut       | Liga de fútbol Valle del Chubut          |
| Club Atlético Juventud                   | Pergamino              | Buenos Aires | Liga de fútbol Pergamino                 |
| La Plata Fútbol Club                     | La Plata               | Buenos Aires | Liga Amateur Platense de fútbol          |
| Club Social y Deportivo Real Arroyo Seco | Arroyo Seco            | Santa Fe     | Liga de Fútbol Regional del Sud          |
| Club Rivadavia                           | Lincoln                | Buenos Aires | Liga Deportiva del Oeste (Junín)         |
| Club Deportivo Santamarina               | Tandil                 | Buenos Aires | Liga Tandilense de fútbol                |

### Zona B
| Equipo                                     | Ciudad        | Provincia | Liga de Origen               |
| ------------------------------------------ | ------------- | --------- | ---------------------------- |
| Club Atlético Alumni                       | Villa María   | Córdoba   | Liga Villamariense de fútbol |
| Club Sportivo Desamparados                 | San Juan      | San Juan  | Liga Sanjuanina de fútbol    |
| Club Atlético Gimnasia y Esgrima           | Mendoza       | Mendoza   | Liga Mendocina de Fútbol     |
| Club Sportivo Independiente Rivadavia      | Mendoza       | Mendoza   | Liga Mendocina de Fútbol     |
| Club Atlético Juventud Unida Universitario | San Luis      | San Luis  | Liga Sanluiseña de fútbol    |
| Asociación Atlético Luján de Cuyo          | Luján de Cuyo | Mendoza   | Liga Mendocina de Fútbol     |
| Club Atlético Racing                       | Córdoba       | Córdoba   | Liga Cordobesa de Fútbol     |
| Atlético Club San Martín                   | Mendoza       | Mendoza   | Liga Mendocina de Fútbol     |

### Zona C

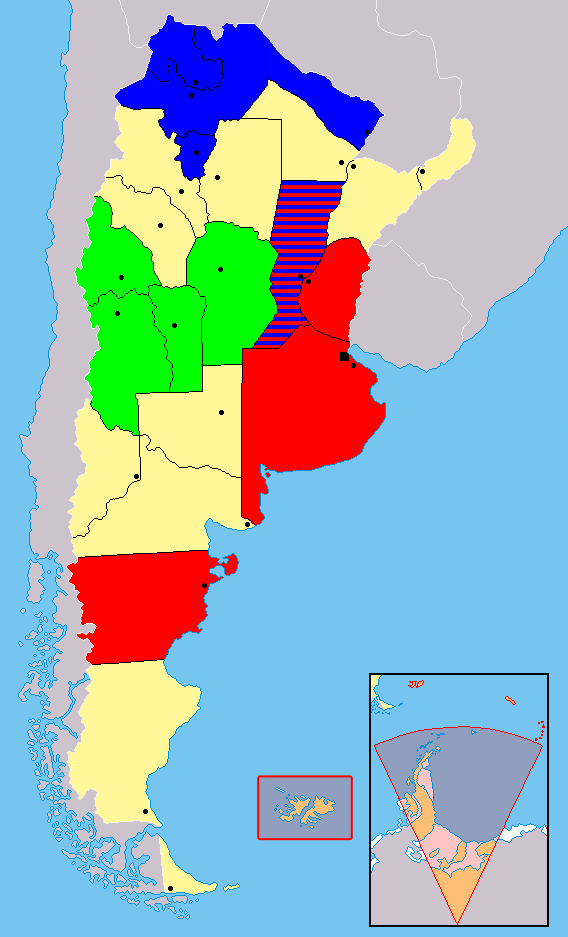
Distribución de los equipos por provincia. En rojo, provincias con equipos de la Zona A; en verde, de la Zona B; y en azul, de la Zona C.

| Equipo                             | Ciudad                | Provincia | Liga de Origen           |
| ---------------------------------- | --------------------- | --------- | ------------------------ |
| Club Atlético 9 de Julio           | Rafaela               | Santa Fe  | Liga Rafaelina de fútbol |
| Club Atlético Tucumán              | San Miguel de Tucumán | Tucumán   | Liga Tucumana de Fútbol  |
| Club Atlético Central Norte        | Salta                 | Salta     | Liga Salteña de Fútbol   |
| Centro Juventud Antoniana          | Salta                 | Salta     | Liga Salteña de Fútbol   |
| Club Social y Deportivo La Florida | La Florida            | Tucumán   | Liga Tucumana de Fútbol  |
| Club Sportivo Patria               | Formosa               | Formosa   | Liga Formoseña de fútbol |
| Club Atlético Talleres             | Perico                | Jujuy     | Liga Jujeña de Fútbol    |
| Club Atlético Unión                | Sunchales             | Santa Fe  | Liga Rafaelina de fútbol |

## Apertura 2006

### Zona A

#### Tabla de posiciones final
| Pos. | Equipo                   | Pts. | PJ | PG | PE | PP | GF | GC | Dif. |
| ---- | ------------------------ | ---- | -- | -- | -- | -- | -- | -- | ---- |
| 01.º | Guillermo Brown          | 28   | 14 | 9  | 1  | 4  | 31 | 20 | 11   |
| 02.º | Gimnasia y Esgrima (CdU) | 23   | 14 | 7  | 2  | 5  | 22 | 23 | −1   |
| 03.º | Santamarina              | 22   | 14 | 6  | 4  | 4  | 14 | 9  | 5    |
| 04.º | Rivadavia (L)            | 21   | 14 | 6  | 3  | 5  | 22 | 16 | 6    |
| 05.º | Real Arroyo Seco         | 20   | 14 | 5  | 5  | 4  | 19 | 17 | 2    |
| 06.º | Douglas Haig             | 17   | 14 | 4  | 5  | 5  | 14 | 16 | −2   |
| 07.º | Juventud (P)             | 16   | 14 | 5  | 1  | 8  | 16 | 21 | −5   |
| 08.º | La Plata                 | 9    | 14 | 2  | 3  | 9  | 8  | 24 | −16  |

|  | Clasificados a la Fase Final Campeonato. |

### Zona B

#### Tabla de posiciones final
| Pos. | Equipo                       | Pts. | PJ | PG | PE | PP | GF | GC | Dif. |
| ---- | ---------------------------- | ---- | -- | -- | -- | -- | -- | -- | ---- |
| 01.º | Independiente Rivadavia      | 28   | 14 | 8  | 4  | 2  | 16 | 11 | 5    |
| 02.º | Desamparados                 | 24   | 14 | 6  | 6  | 2  | 19 | 13 | 6    |
| 03.º | Alumni (VM)                  | 22   | 14 | 6  | 4  | 4  | 15 | 16 | −1   |
| 04.º | San Martín (M)               | 22   | 14 | 6  | 4  | 4  | 13 | 11 | 2    |
| 05.º | Luján de Cuyo                | 15   | 14 | 4  | 3  | 7  | 14 | 14 | 0    |
| 06.º | Juventud Unida Universitario | 15   | 14 | 3  | 6  | 5  | 15 | 19 | −4   |
| 07.º | Gimnasia y Esgrima (M)       | 13   | 14 | 2  | 7  | 5  | 17 | 17 | 0    |
| 08.º | Racing (C)                   | 10   | 14 | 2  | 4  | 8  | 14 | 22 | −8   |

|  | Clasificados a la Fase Final Campeonato. |

### Zona C

#### Tabla de posiciones final
| Pos. | Equipo             | Pts. | PJ | PG | PE | PP | GF | GC | Dif. |
| ---- | ------------------ | ---- | -- | -- | -- | -- | -- | -- | ---- |
| 01.º | Sportivo Patria    | 29   | 14 | 9  | 2  | 3  | 19 | 14 | 5    |
| 02.º | Juventud Antoniana | 21   | 14 | 6  | 3  | 5  | 17 | 14 | 3    |
| 03.º | Unión (S)          | 20   | 14 | 6  | 2  | 6  | 16 | 16 | 0    |
| 04.º | Talleres (P)       | 20   | 14 | 6  | 2  | 6  | 16 | 16 | 0    |
| 05.º | La Florida         | 19   | 14 | 6  | 1  | 7  | 14 | 18 | −4   |
| 06.º | Atlético Tucumán   | 18   | 14 | 5  | 3  | 6  | 17 | 18 | −1   |
| 07.º | 9 de Julio (R)     | 18   | 14 | 5  | 3  | 6  | 15 | 16 | −1   |
| 08.º | Central Norte      | 14   | 14 | 4  | 2  | 8  | 16 | 18 | −2   |

|  | Clasificados a la Fase Final Campeonato. |

### Fase Final
|  | Cuartos de final | Cuartos de final         | Cuartos de final | Cuartos de final | Cuartos de final |   |       | Semifinales        | Semifinales | Semifinales | Semifinales | Semifinales |  |   | Final        | Final | Final | Final | Final |  |
|  |                  |                          |                  |                  |                  |   |       |                    |             |             |             |             |  |   |              |       |       |       |       |  |
|  |                  |                          |                  |                  |                  |   |       |                    |             |             |             |             |  |   |              |       |       |       |       |  |
|  | 1                | Sportivo Patria          | 1                | 1                | 2 (1)            |   |       |                    |             |             |             |             |  |   |              |       |       |       |       |  |
|  | 1                | Sportivo Patria          | 1                | 1                | 2 (1)            |   |       |                    |             |             |             |             |  |   |              |       |       |       |       |  |
|  | 8                | Alumni                   | 0                | 2                | 2 (3)            |   |       |                    |             |             |             |             |  |   |              |       |       |       |       |  |
|  | 8                | Alumni                   | 0                | 2                | 2 (3)            |   | 4     | Desamparados       | 1           | 2           | 3           |             |  |   |              |       |       |       |       |  |
|  |                  |                          |                  |                  |                  |   | 4     | Desamparados       | 1           | 2           | 3           |             |  |   |              |       |       |       |       |  |
|  |                  |                          | 8                | Alumni           | 1                | 0 | 1     |                    |             |             |             |             |  |   |              |       |       |       |       |  |
|  | 2                | Guillermo Brown          | 8                | Alumni           | 1                | 0 | 1     | 0                  | 1           | 1           |             |             |  |   |              |       |       |       |       |  |
|  | 2                | Guillermo Brown          |                  |                  |                  |   |       |                    |             | 1           |             |             |  |   |              |       |       |       |       |  |
|  | 7                | Santamarina              | 1                | 1                | 2                |   |       |                    |             |             |             |             |  |   |              |       |       |       |       |  |
|  | 7                | Santamarina              | 1                | 1                | 2                |   |       |                    |             |             |             |             |  | 4 | Desamparados | 0     | 3     | 3 (2) |       |  |
|  |                  |                          |                  |                  |                  |   |       |                    |             |             |             |             |  | 4 | Desamparados | 0     | 3     | 3 (2) |       |  |
|  |                  |                          | 7                | Santamarina      | 2                | 1 | 3 (1) |                    |             |             |             |             |  |   |              |       |       |       |       |  |
|  | 3                | Independiente Rivadavia  | 7                | Santamarina      | 2                | 1 | 3 (1) | 0                  | 4           | 4 (2)       |             |             |  |   |              |       |       |       |       |  |
|  | 3                | Independiente Rivadavia  |                  |                  |                  |   |       |                    |             | 4 (2)       |             |             |  |   |              |       |       |       |       |  |
|  | 6                | Juventud Antoniana       | 3                | 1                | 4 (4)            |   |       |                    |             |             |             |             |  |   |              |       |       |       |       |  |
|  | 6                | Juventud Antoniana       | 3                | 1                | 4 (4)            |   | 6     | Juventud Antoniana | 1           | 1           | 2           |             |  |   |              |       |       |       |       |  |
|  |                  |                          |                  |                  |                  |   | 6     | Juventud Antoniana | 1           | 1           | 2           |             |  |   |              |       |       |       |       |  |
|  |                  |                          | 7                | Santamarina      | 2                | 3 | 5     |                    |             |             |             |             |  |   |              |       |       |       |       |  |
|  | 4                | Desamparados             | 7                | Santamarina      | 2                | 3 | 5     | 2                  | 1           | 3           |             |             |  |   |              |       |       |       |       |  |
|  | 4                | Desamparados             |                  |                  |                  |   |       |                    |             | 3           |             |             |  |   |              |       |       |       |       |  |
|  | 5                | Gimnasia y Esgrima (CdU) | 2                | 0                | 2                |   |       |                    |             |             |             |             |  |   |              |       |       |       |       |  |
|  | 5                | Gimnasia y Esgrima (CdU) | 2                | 0                | 2                |   |       |                    |             |             |             |             |  |   |              |       |       |       |       |  |
|  |                  |                          |                  |                  |                  |   |       |                    |             |             |             |             |  |   |              |       |       |       |       |  |

Club Sportivo Desamparados de San Juan se consagró campeón. Sin embargo, su pésima actuación en el Torneo Clausura (en el que cosechó 13 puntos de 42 en juego), sumada a la quita de diez puntos sufrida (ver Escándalo de arreglo de partidos), lo situaron en zona de promoción, perdiendo la posibilidad de jugar por el ascenso. Su lugar fue ocupado, según lo establecido en el reglamento, por Independiente Rivadavia, mejor ubicado en la tabla general acumulada.

## Clausura 2007

### Zona A

#### Tabla de posiciones final
| Pos. | Equipo                   | Pts. | PJ | PG | PE | PP | GF | GC | Dif. |
| ---- | ------------------------ | ---- | -- | -- | -- | -- | -- | -- | ---- |
| 01.º | La Plata                 | 25   | 14 | 7  | 4  | 3  | 23 | 17 | 6    |
| 02.º | Rivadavia (L)            | 22   | 14 | 6  | 4  | 4  | 18 | 16 | 2    |
| 03.º | Guillermo Brown          | 22   | 14 | 6  | 4  | 4  | 19 | 17 | 2    |
| 04.º | Santamarina              | 21   | 14 | 6  | 3  | 5  | 21 | 18 | 3    |
| 05.º | Gimnasia y Esgrima (CdU) | 20   | 14 | 5  | 5  | 4  | 19 | 18 | 1    |
| 06.º | Real Arroyo Seco         | 16   | 14 | 4  | 4  | 6  | 12 | 17 | −5   |
| 07.º | Juventud (P)             | 15   | 14 | 4  | 3  | 7  | 13 | 14 | −1   |
| 08.º | Douglas Haig             | 12   | 14 | 3  | 3  | 8  | 10 | 18 | −8   |

|  | Clasificados a la Fase Final Campeonato. |

### Zona B

#### Tabla de posiciones final
| Pos. | Equipo                       | Pts. | PJ | PG | PE | PP | GF | GC | Dif. |
| ---- | ---------------------------- | ---- | -- | -- | -- | -- | -- | -- | ---- |
| 01.º | Racing (C)                   | 27   | 14 | 8  | 3  | 3  | 21 | 14 | 7    |
| 02.º | Independiente Rivadavia      | 26   | 14 | 7  | 5  | 2  | 22 | 15 | 7    |
| 03.º | Juventud Unida Universitario | 21   | 14 | 6  | 3  | 5  | 18 | 18 | 0    |
| 04.º | Luján de Cuyo                | 21   | 14 | 6  | 3  | 5  | 19 | 20 | −1   |
| 05.º | Alumni (VM)                  | 18   | 14 | 5  | 3  | 6  | 19 | 21 | −2   |
| 06.º | Gimnasia y Esgrima (M)       | 16   | 14 | 5  | 1  | 8  | 15 | 17 | −2   |
| 07.º | San Martín (M)               | 13   | 14 | 3  | 4  | 7  | 11 | 16 | −5   |
| 08.º | Desamparados                 | 12   | 14 | 4  | 0  | 10 | 11 | 17 | −6   |

|  | Clasificados a la Fase Final Campeonato. |

### Zona C

#### Tabla de posiciones final
| Pos. | Equipo             | Pts. | PJ | PG | PE | PP | GF | GC | Dif. |
| ---- | ------------------ | ---- | -- | -- | -- | -- | -- | -- | ---- |
| 01.º | Atlético Tucumán   | 28   | 14 | 8  | 4  | 2  | 25 | 12 | 13   |
| 02.º | Unión (S)          | 26   | 14 | 8  | 2  | 4  | 19 | 15 | 4    |
| 03.º | Juventud Antoniana | 24   | 14 | 7  | 3  | 4  | 21 | 20 | 1    |
| 04.º | 9 de Julio (R)     | 23   | 14 | 7  | 2  | 5  | 27 | 19 | 8    |
| 05.º | La Florida         | 15   | 14 | 4  | 3  | 7  | 17 | 18 | −1   |
| 06.º | Central Norte      | 14   | 14 | 3  | 5  | 6  | 11 | 14 | −3   |
| 07.º | Talleres (P)       | 12   | 14 | 3  | 3  | 8  | 14 | 27 | −13  |
| 08.º | Sportivo Patria    | 11   | 14 | 3  | 2  | 9  | 13 | 24 | −11  |

|  | Clasificados a la Fase Final Campeonato. |

### Fase Final
|  | Cuartos de final | Cuartos de final        | Cuartos de final | Cuartos de final | Cuartos de final |   |   | Semifinales             | Semifinales | Semifinales | Semifinales | Semifinales |  |   | Final         | Final | Final | Final | Final |  |
|  |                  |                         |                  |                  |                  |   |   |                         |             |             |             |             |  |   |               |       |       |       |       |  |
|  |                  |                         |                  |                  |                  |   |   |                         |             |             |             |             |  |   |               |       |       |       |       |  |
|  | 1                | Atlético Tucumán        | 0                | 4                | 4                |   |   |                         |             |             |             |             |  |   |               |       |       |       |       |  |
|  | 1                | Atlético Tucumán        | 0                | 4                | 4                |   |   |                         |             |             |             |             |  |   |               |       |       |       |       |  |
|  | 8                | Guillermo Brown         | 4                | 1                | 5                |   |   |                         |             |             |             |             |  |   |               |       |       |       |       |  |
|  | 8                | Guillermo Brown         | 4                | 1                | 5                |   | 2 | Racing (C)              | 1           | 1           | 2           |             |  |   |               |       |       |       |       |  |
|  |                  |                         |                  |                  |                  |   | 2 | Racing (C)              | 1           | 1           | 2           |             |  |   |               |       |       |       |       |  |
|  |                  |                         | 8                | Guillermo Brown  | 3                | 3 | 6 |                         |             |             |             |             |  |   |               |       |       |       |       |  |
|  | 2                | Racing (C)              | 8                | Guillermo Brown  | 3                | 3 | 6 | 1                       | 3           | 4           |             |             |  |   |               |       |       |       |       |  |
|  | 2                | Racing (C)              |                  |                  |                  |   |   |                         |             | 4           |             |             |  |   |               |       |       |       |       |  |
|  | 7                | Juventud Antoniana      | 0                | 1                | 1                |   |   |                         |             |             |             |             |  |   |               |       |       |       |       |  |
|  | 7                | Juventud Antoniana      | 0                | 1                | 1                |   |   |                         |             |             |             |             |  | 6 | Rivadavia (L) | 0     | 1     | 1     |       |  |
|  |                  |                         |                  |                  |                  |   |   |                         |             |             |             |             |  | 6 | Rivadavia (L) | 0     | 1     | 1     |       |  |
|  |                  |                         | 8                | Guillermo Brown  | 2                | 2 | 4 |                         |             |             |             |             |  |   |               |       |       |       |       |  |
|  | 3                | La Plata FC             | 8                | Guillermo Brown  | 2                | 2 | 4 | 1                       | 1           | 2           |             |             |  |   |               |       |       |       |       |  |
|  | 3                | La Plata FC             |                  |                  |                  |   |   |                         |             | 2           |             |             |  |   |               |       |       |       |       |  |
|  | 6                | Rivadavia (L)           | 3                | 0                | 3                |   |   |                         |             |             |             |             |  |   |               |       |       |       |       |  |
|  | 6                | Rivadavia (L)           | 3                | 0                | 3                |   | 4 | Independiente Rivadavia | 0           | 1           | 1           |             |  |   |               |       |       |       |       |  |
|  |                  |                         |                  |                  |                  |   | 4 | Independiente Rivadavia | 0           | 1           | 1           |             |  |   |               |       |       |       |       |  |
|  |                  |                         | 6                | Rivadavia        | 1                | 1 | 2 |                         |             |             |             |             |  |   |               |       |       |       |       |  |
|  | 4                | Independiente Rivadavia | 6                | Rivadavia        | 1                | 1 | 2 | 1                       | 1           | 2           |             |             |  |   |               |       |       |       |       |  |
|  | 4                | Independiente Rivadavia |                  |                  |                  |   |   |                         |             | 2           |             |             |  |   |               |       |       |       |       |  |
|  | 5                | Unión (S)               | 1                | 0                | 1                |   |   |                         |             |             |             |             |  |   |               |       |       |       |       |  |
|  | 5                | Unión (S)               | 1                | 0                | 1                |   |   |                         |             |             |             |             |  |   |               |       |       |       |       |  |
|  |                  |                         |                  |                  |                  |   |   |                         |             |             |             |             |  |   |               |       |       |       |       |  |

Guillermo Brown de Puerto Madryn se consagró campeón y obtuvo el derecho a disputar la final por el ascenso.

## Tablas de Descenso

### Zona A

#### Tabla de posiciones final
| Pos. | Equipo                   | Pts. | PJ | PG | PE | PP | GF | GC | Dif. |
| ---- | ------------------------ | ---- | -- | -- | -- | -- | -- | -- | ---- |
| 01.º | Guillermo Brown          | 50   | 28 | 15 | 5  | 8  | 50 | 37 | 13   |
| 02.º | Rivadavia (L)            | 43   | 28 | 12 | 7  | 9  | 40 | 32 | 8    |
| 03.º | Santamarina              | 43   | 28 | 12 | 7  | 9  | 35 | 27 | 8    |
| 04.º | Gimnasia y Esgrima (CdU) | 43   | 28 | 12 | 7  | 9  | 41 | 41 | 0    |
| 05.º | Real Arroyo Seco         | 36   | 28 | 9  | 9  | 10 | 31 | 34 | −3   |
| 06.º | La Plata                 | 34   | 28 | 9  | 7  | 12 | 31 | 41 | −10  |
| 07.º | Juventud (P)             | 31   | 28 | 9  | 4  | 15 | 29 | 35 | −6   |
| 08.º | Douglas Haig             | 29   | 28 | 7  | 8  | 13 | 24 | 34 | −10  |

|  | Ganador del Clausura 2007.       |
|  | Jugó la Promoción.               |
|  | Descendió al Torneo Argentino B. |

### Zona B

#### Tabla de posiciones final
| Pos. | Equipo                       | Pts. | PJ | PG | PE | PP | GF | GC | Dif. |
| ---- | ---------------------------- | ---- | -- | -- | -- | -- | -- | -- | ---- |
| 01.º | Independiente Rivadavia      | 54   | 28 | 15 | 9  | 4  | 38 | 26 | 12   |
| 02.º | Alumni (VM)                  | 40   | 28 | 11 | 7  | 10 | 34 | 37 | −3   |
| 03.º | Racing (C)                   | 37   | 28 | 10 | 7  | 11 | 35 | 36 | −1   |
| 04.º | Luján de Cuyo                | 36   | 28 | 10 | 6  | 12 | 33 | 34 | −1   |
| 05.º | Juventud Unida Universitario | 36   | 28 | 9  | 9  | 10 | 33 | 37 | −4   |
| 06.º | Gimnasia y Esgrima (M)       | 29   | 28 | 7  | 8  | 13 | 32 | 34 | −2   |
| 07.º | Desamparados                 | 27   | 28 | 10 | 6  | 12 | 30 | 30 | 0    |
| 08.º | San Martín (M)               | 26   | 28 | 9  | 8  | 11 | 24 | 26 | −2   |

|  | Jugó la final del campeonato como mejor equipo de la zona en reemplazo del ganador del Apertura 2006.              |
|  | Ganador del Apertura 2006. Jugó la promoción y quedó descalificado de la final del campeonato por dicha condición. |
|  | Descendió al Torneo Argentino B.                                                                                   |

### Zona C

#### Tabla de posiciones final
| Pos. | Equipo             | Pts. | PJ | PG | PE | PP | GF | GC | Dif. |
| ---- | ------------------ | ---- | -- | -- | -- | -- | -- | -- | ---- |
| 01.º | Atlético Tucumán   | 49   | 28 | 14 | 7  | 7  | 42 | 30 | 12   |
| 02.º | Unión (S)          | 46   | 28 | 14 | 4  | 10 | 35 | 31 | 4    |
| 03.º | Juventud Antoniana | 45   | 28 | 13 | 6  | 9  | 38 | 34 | 4    |
| 04.º | 9 de Julio (R)     | 41   | 28 | 12 | 5  | 11 | 42 | 35 | 7    |
| 05.º | Sportivo Patria    | 41   | 28 | 12 | 5  | 11 | 32 | 38 | −6   |
| 06.º | La Florida         | 34   | 28 | 10 | 4  | 14 | 31 | 36 | −5   |
| 07.º | Talleres (P)       | 32   | 28 | 9  | 5  | 14 | 30 | 43 | −13  |
| 08.º | Central Norte      | 28   | 28 | 7  | 7  | 14 | 27 | 32 | −5   |

|  | Jugó la promoción.               |
|  | Descendió al Torneo Argentino B. |

## Ascenso y promoción con laPrimera B Nacional
Guillermo Brown, como campeón del Torneo Clausura, e Independiente Rivadavia, como mejor posicionado en la tabla general (debido a que el campeón del Apertura Desamparados finalizó la temporada en zona de promoción), disputaron la final por el ascenso. Independiente obtuvo la ventaja de definir la serie en su estadio por el total de puntos acumulados.

| 1 de julio de 2007, 11:00 | Guillermo Brown | 1:0 (0:0) | Independiente Rivadavia | Estadio Humberto Veiguela, Puerto Madryn, Chubut |                          |
|                           | Uranga 89'      |           |                         | Árbitro(s): César Walker                         | Árbitro(s): César Walker |

| 5 de julio de 2007, 16:00 | Independiente Rivadavia | 2:1 (0:1) | Guillermo Brown | Estadio Bautista Gargantini, Mendoza, Mendoza |                           |
|                           | Cipriani 75' Aranda 89' |           | Ruiz 38'        | Árbitro(s): Ariel Montero                     | Árbitro(s): Ariel Montero |

| Definición por penales |  |     |  |           |
| Ramos                  |  | 1:0 |  | Romero    |
| Aranda                 |  | 2:1 |  | Levato    |
| Martínez               |  | 3:1 |  | Tomassini |
| Puig                   |  | 3:2 |  | Del Cero  |
|                        |  | 3:2 |  | Luque     |

Independiente Rivadavia se consagró campeón y obtuvo el ascenso a la Primera B Nacional.
Guillermo Brown obtuvo el derecho a jugar la promoción, en la cual cayó derrotado por un marcador global de 4-0 ante Sportivo Ben Hur.
|                                            |
|                                            |
| Campeón Independiente Rivadavia 2.º título |

## Descensos y promociones con elTorneo Argentino B
Douglas Haig de Pergamino, San Martín (que remplazó a Gimnasia y Esgrima de Mendoza, ver Escándalo de arreglo de partidos) y Central Norte de Salta descendieron directamente al Torneo Argentino B al haber obtenido el peor puntaje en la tabla general de sus respectivas zonas.
Talleres de Perico, Desamparados de San Juan (que remplazó a Juventud Unida de San Luis, ver Escándalo de arreglo de partidos) y Juventud de Pergamino jugaron partidos promocionales por haber obtenido los segundos peores puntajes de sus respectivas zonas. Obtuvieron sendos triunfos por lo que permanecieron en la categoría.

## Escándalo de arreglo de partidos
Esta temporada estuvo empañada por dos escándalos de arreglo de partidos, que alteraron el normal desarrollo de la competición.

El primero involucró a Central Norte y 9 de julio, que se enfrentaban en la última fecha del Torneo Clausura 2007. El primer equipo, ya con la seguridad de haber descendido por el triunfo de Talleres (gracias a una prolongación extrarreglamentaria del entretiempo, ya que los partidos eran simultáneos), le concede intencionalmente a 9 de Julio un penal sobre el final del partido (le concede el árbitro), permitiéndole así clasificar a la ronda final y evitando del mismo modo un avance de su clásico rival, Juventud Antoniana. El partido terminó 1-0 gracias a dicho penal, pero luego de la difusión televisiva de imágenes de las conversaciones mantenidas entre ambos técnicos durante el encuentro se desató un escándalo. El Consejo Federal decidió el reemplazo de 9 de julio por Juventud Antoniana en la fase final, la quita de seis puntos a ambos equipos involucrados en vistas a la siguiente temporada, la suspensión de ambos técnicos (Víctor Riggio y Jorge Solterman) por el plazo de cinco años dentro y fuera del país, así como también la suspensión provisoria de la terna arbitral encabezada por Juan Dardanelli.

Sólo tres días después, en un partido que enfrentaba a Desamparados con San Martín de Mendoza, la situación se repitió de modo similar. Para el primer equipo, que actuaba como visitante y había resultado campeón del Torneo Apertura 2006, una derrota implicaba, debido a su pésima actuación en el Clausura, caer en zona de promoción, lo cual no sólo significaba perder el derecho a jugar la final por el ascenso al Nacional B sino también la posibilidad de descender al Torneo Argentino B. En caso de que ello ocurriese, su lugar en la final sería tomado por Independiente Rivadavia (primero en la tabla acumulada), uno de los rivales regionales de San Martín. El equipo local, por su parte, necesitaba empatar para evitar también la zona de promoción. Por lo tanto, un empate beneficiaba a ambos en doble sentido: Desamparados evitaba la promoción y jugaba por el ascenso y San Martín evitaba también dicha instancia e impedía a su rival el acceso a la final. El gran perjudicado era Juventud Unida, que quedaba relegado a la promoción. El partido se desarrolló de modo muy irregular y terminó en un empate en 0. Días después, Juventud Unida presentó una queja y, con posterioridad, un video en el que se veía a León Bustos, jugador de San Martín, admitiendo que el equipo sanjuanino les había ofrecido un incentivo de $30.000 para no ganar el partido. El Consejo Federal decidió darles por perdido el partido por 1 a 0 y aplicarles una quita de nueve puntos a ambos conjuntos, lo cual condenó a San Martín al descenso directo y a Desamparados a jugar la promoción y por tanto perder la posibilidad de ascender (beneficiando así a Gimnasia y Esgrima de Mendoza y Juventud Unida, que fueron desplazados de los últimos lugares). De este modo, Independiente Rivadavia jugó por el ascenso.
Una posterior apelación de Desamparados, entre acusaciones de boicot para beneficiar a la lepra entre el CFFA y Daniel Vila, presidente de Independiente Rivadavia y del Grupo América, dueña de los derechos televisivos del torneo desde esa temporada, con acusaciones y evidencias supuestamente falsas hechas por Gabriel Anello y otros periodistas de los medios del grupo. Esto mantuvo en suspenso el partido de ida de la final por el ascenso entre Independiente Rivadavia y Guillermo Brown de Puerto Madryn y el partido por la promoción del propio club ante Deportivo Maipú, que debían jugarse el 18 de junio. Sin embargo, el 28 de junio la AFA confirmó su decisión.